# Emigrant Trail

As rotas da Califórnia, Mórmon e Oregon.

Designa-se por Emigrant Trail (em português pode traduzir-se para "Rota dos Emigrantes") as rotas e redes de percursos utilizadas no Velho Oeste durante o século XIX pelos imigrantes que viajavam em carroças nos estados da região oeste e que buscavam as terras a oeste das Planícies Interiores e das Montanhas Rochosas para as colonizarem. 

## Etimologia e outros usos
O termo é usado especificamente para três itinerários correlacionados entre si: o Oregon Trail (Rota do Oregon, a partir da década de 1830), o Mormon Trail (Rota Mórmon, a partir de 1846) e a California Trail (Rota da Califórnia, a partir de 1841). Uma rota que não é habitualmente inscrita nesta lista é a Santa Fe Trail. Estima-se que 500 000 pessoas terão usado estes percursos entre 1843 e 1869, e cerca de um décimo morria durante a dificílima viagem, sobretudo por doenças infecciosas, desnutrição, desidratação, acidentes e condições meteorologicas adversas. A rota ainda era usada por imigrantes no início do século XX, apesar de já haver à época ligação ferroviária com os estados da costa do Pacífico.

## Novos emigrantres
Os emigrantes que seguiam estes itinerários eram motivados por várias razões, entre elas a perseguição religiosas de que eram alvo os mórmones, os que queriam adquirir terras no Território do Oregon ou terras abertas à colonização ao abrigo do tratado de paz que colocou fim à guerra Mexicano-Americana de 1846 no novo território da Califórnia (sobretudo após a descoberta de ouro em 1848 e a consequente corrida do ouro na Califórnia a partir de 1849. Em 1859 o governo publicou um guia para os imigrantes chamado The Prairie Traveler, ("Viajante das pradarias") para ajuda-los a preparense para a viagem.

## Rotas utilizadas
Embora seja muitas vezes afirmado que as rotas começavam em algumas cidades junto ao rio Missouri, os emigrantes que seguissem qualquer uma das três rotas normalmente partiam de um dos três pontos onde havia barcos no Missouri: Independence, Saint Joseph ou Council Bluffs (também conhecida como Kanesville, Iowa, até 1852, depois da dragagem do rio no início da década de 1850, e a última cidade na confluência Missouri-Platte que se tornou o ponto de partida mais comum pois ficava nas proximidades do rio Platte - ao longo da qual as rotas orientais subiam para o South Pass após Fort Laramie). As rotas dessas cidades (e outras) convergiram nas planícies vazias do centro do Nebraska perto da atual Kearney, nas proximidades de Fort Kearney. A partir de sua confluência as rotas seguiam pela sucessão rio Platte, rio Platte Norte, e rio Sweetwater na direção oeste percorrendo de uma ponta à outra o Nebraska e o Wyoming, e cruzando a divisória continental da América do Norte a sul da Cordilheira Wind River por meio do passo de montanha chamado South Pass, no sudoeste do Wyoming.